# Долгуша (Курская область)
Долгуша — деревня в Касторенском районе Курской области России. Входит в состав Семёновского сельсовета.

## История
- 1780г. Обозначена на карте ПГМ Землянского уезда Воронежской губернии как д.Долгуша

- В документах об постройке церкви в соседнем селе Владимировка от 1792 года ,упоминается д.Гнилуша с населением в 425 душ.

## География
Деревня находится в восточной части Курской области, в лесостепной зоне, в пределах юго-западной части Среднерусской возвышенности, на расстоянии примерно 12 километров (по прямой) к востоку от посёлка городского типа Касторное, административного центра района. Абсолютная высота — 181 метр над уровнем моря.
Часовой пояс
Деревня Долгуша, как и вся Курская область, находится в часовой зоне МСК (московское время). Смещение применяемого времени относительно UTC составляет +3:00.

## Население
| 1859 | 1897 | 2002 | 2010 |
| ---- | ---- | ---- | ---- |
| 705  | ↗960 | ↘128 | ↘79  |

Гендерный состав
По данным Всероссийской переписи населения 2010 года в гендерной структуре населения мужчины составляли 46,8 %, женщины — соответственно 53,2 %.
Национальный состав
Согласно результатам переписи 2002 года, в национальной структуре населения русские составляли 91 % из 128 чел.